# Liste der Geotope im Vogtlandkreis
Diese Liste enthält die Geotope im Vogtlandkreis.
| Name                                                                                | Bild           | Geotop ID | Gemeinde / Lage | Beschreibung | Schutzstatus |
| ----------------------------------------------------------------------------------- | -------------- | --------- | --- | --- | ------------ |
| Bendelstein                                                                         |                | 673       | Auerbach/Vogtl. Zwischen oberer und unterer Bahnlinie, ca. 1,5 km südwestlich der Ortsmitte Auerbach | Vogtland, Vogtländisches Schiefergebirge Aufschluss Grauwackenquarzit des Tremadoc / Ordovizium (Schönecker Schichten der Weißelstergruppe) | FND          |
| Röthelstein                                                                         | weitere Bilder | 10        | Auerbach/Vogtl. Am nördlichen Talhang der Roten Göltzsch, ca. 300 m südwestlich vom südlichen Ortsausgang Beerheide                                                                                        | Westerzgebirge, Vogtländisches Schiefergebirge Aufschluss, einzelner Felsen Grauwackenquarzit des Tremadoc / Ordovizium (Schönecker Schichten der Weißelstergruppe) | FND          |
| Katzenstein                                                                         |                | 681       | Auerbach/Vogtl. Ca. 500 m nördlich vom unteren Bahnhof | Vogtland, Vogtländisches Schiefergebirge Aufschluss, Felsgruppe Grauwackenquarzit des Tremadoc / Ordovizium (Schönecker Schichten der Weißelstergruppe) | FND          |
| Steinbruchrestloch am Frohnberg                                                     |                | 715       | Auerbach/Vogtl., Reumtengrün 150 m NW des Frohnberggipfels; 1,3 km westlich vom südlichen Ortsausgang Reumtengrün                                                                                          | Vogtland, Vogtländisches Schiefergebirge Aufschluss, Steinbruchrestloch Mittelkörniger Zweiglimmergranit; schneller Übergang von vergrusten in frischen Granit (innerhalb 3 m) |              |
| Ehemaliger Steinbruch Sandwerk Brambach                                             |                | 219       | Bad Brambach Am Nordhang des Sorgberges, südlich der Bahnlinie Schönberg-Plauen, 350 m südlich Bad Brambach                                                                                                | Vogtland, Vogtländisches Schiefergebirge Aufschluss, aufgelassener Steinbruch Fichtelgebirgsgranit (Zweiglimmergranit) in unterschiedlichen Stadien der Verwitterung |              |
| Hirschberg                                                                          |                | 218       | Bad Brambach Auf dem Gipfel des Hirschberges südlich Wirtshaus Bärenteich, 2 km nordöstlich von Schönberg an der Grenze zu Tschechien                                                                      | Vogtland, Vogtländisches Schiefergebirge Relief / Landschaft, Felsengruppe Fichtelgebirgsgranit mit Wollsackverwitterung | FND          |
| Säuerling (Quelle)                                                                  |                | 224       | Bad Brambach Ca. 2 km ostsüdöstlich Schönberg, an der Grenze zu Tschechien | Vogtland, Vogtländisches Schiefergebirge Quelle, Mineralquelle, Säuerling Mineralquelle: Na-Hydrogenkarbonat - Sulfat - Säuerling | FND          |
| Radonquellen von Bad Brambach                                                       |                | 444       | Bad Brambach Im Kurgebiet, ca. 700 m westlich vom Ortskern | Vogtland, Vogtländisches Schiefergebirge Quelle, Radonquelle, Mineralquellen Radonquelle |              |
| Deckersteinbruch                                                                    |                | 223       | Bad Brambach, Hohendorf 500 m südsüdwestlich Hohendorf, westlich der Deckerhäuser | Vogtland, Vogtländisches Schiefergebirge Aufschluss, aufgelassener Steinbruch Intrusion von Granit in Gneis; Quarz- und Pegmatitgänge | FND          |
| Granitgrusgrube am NE-Hang des Kapellenbergs                                        |                | 1209      | Bad Brambach, Schönberg b. Adorf/Vogtl. Ca. 300 m nordöstlich vom Gipfel des Kapellenberges | Vogtland, Vogtländisches Schiefergebirge Aufschluss Stark vergruster grobkörniger Granit mit qudratmetergroßen corestones; Pegmatitgängchen | unbekannt    |
| Steinbruch Engelhardt                                                               |                | 1067      | Bad Brambach, Schönberg b. Adorf/Vogtl. 2 km nordöstlich Schönberg, 250 m östlich der Straße nach Tschechien                                                                                               | Vogtland, Vogtländisches Schiefergebirge Aufschluss, Steinbruch Anfang dieses Jahrhunderts, in der Nähe des Ortes Schönberg, wurden zwei Steinbrüche angelegt; Bruch Einsiedel und Hahnfalz; der anstehende Granit gehört zum Fichtelgebirgischen Granitmassiv                                                                                                  |              |
| Felsgruppe an der Schwedenschanze                                                   |                | 1204      | Bad Elster Ca. 100 m südöstlich Paracelsiusklinik, 50 m nördlich der Dr.-Richard-Schmincke-Straße | Vogtland, Vogtländisches Schiefergebirge Aufschluss Quarzitschiefer, silifiziert, weißgrau, hellbraun bis rotbraun, feinkörnig bis dicht, heteroklastisch,bankig, 0,2 -1,0 m, FR./FW: 290 / 5-10°,mittel-bis weitständig geklüftet,FR./FW. ca.230 / 80°,unterschiedlich starke Hämatitisierug                                                                   | unbekannt    |
| Granitsteinbruch Bergen                                                             |                | 1048      | Bergen Steinbruch am westlichen Ortsausgang von Bergen, südlich der Straße. nach Theuma | Vogtland, Vogtländisches Schiefergebirge Aufschluss, Steinbruch | unbekannt    |
| Restloch 209                                                                        |                | 1218      | Bergen Östlich der Eisenbahnstrecke und 150 m nördlich des Geigenbaches im Wald, unmittelbar an der Straße Werda-Bergen                                                                                    | Vogtland, Vogtländisches Schiefergebirge Aufschluss Bruch durch Ablösungen aus der Steilwand teilweise mit Bruchmaterial gefüllt; an der Steilwand Granit gut aufgeschlossen. | unbekannt    |
| "Ludwig-Fundgrube"                                                                  |                | 220       | Bösenbrunn, Lauterbach b. Oelsnitz/Vogtl. Pinge am Steigerhaus, 1 km westlich Lauterbach | Vogtland, Vogtländisches Schiefergebirge Geohistorisches Objekt, aufgelassener Tagebau Linsen von Magnetit/Thuringit in metasomatisch überprägten ordovizischen Schiefern |              |
| Waldbrücke                                                                          |                | 1237      | Ellefeld Am südwestlichen Rand des Ellefelder Parks, nördlich der Otto-Schüler-Grundschule | Die Kinder der Grundschule „Otto Schüler“ in Ellefeld wählten, wie die alten Griechen mit weißen und schwarzen Steinen für eine Felsformation am Ellefelder Park den Namen „Waldbrücke“ aus |              |
| Katzenstein                                                                         |                | 12        | Falkenstein/Vogtl. Brandstraße in Falkenstein, südliches Stadtgebiet | Vogtland, Vogtländisches Schiefergebirge Aufschluss, einzelner Felsen Vermutlich Grauwackenquarzit des Tremadoc / Ordovizium (Schönecker Schichten der Weißelstergruppe) | ND           |
| Schloßfelsen in Falkenstein                                                         | weitere Bilder | 7         | Falkenstein/Vogtl. Im Stadtzentrum, ca. 100 m westlich der Kirche | Vogtland, Vogtländisches Schiefergebirge Aufschluss, einzelner Felsen Grauwackenquarzit des Tremadoc / Ordovizium (Schönecker Schichten der Weißelstergruppe) | ND           |
| Schulfelsen in Falkenstein                                                          |                | 5         | Falkenstein/Vogtl. Im Zentrum, ca. 200 m nördlich der Kirche | Vogtland, Vogtländisches Schiefergebirge Aufschluss, einzelner Felsen Grauwackenquarzit des Tremadoc / Ordovizium (Schönecker Schichten der Weißelstergruppe) | ND           |
| Lochstein in Falkenstein                                                            | weitere Bilder | 8         | Falkenstein/Vogtl. Südwestlich des Wasserhochbehälters Falkenstein, südlich Falkenstein, westlicher Ortsrand von Grünbach                                                                                  | Vogtland, Vogtländisches Schiefergebirge Aufschluss, einzelner Felsen Gehört zum langgestreckten Felsriff des Wendelsteins; ungeschichteter dunkelgrauer Quarzit (auch "Hoher Stein-Quarzit" genannt); verwitterungsbeständiger als umgebende Phyllite; Auftreten von kleinen Kiesel- und Tonschiefergeröllen                                                   | ND           |
| Restloch 237                                                                        |                | 1219      | Falkenstein/Vogtl. Ca. 300 m nördlich der F 169 | Vogtland, Vogtländisches Schiefergebirge Aufschluss Restloch ist bewachsen, Geologie (Granit) gut erkennbar | unbekannt    |
| Zwei Felsen nahe Elsenfelsen                                                        |                | 9         | Falkenstein/Vogtl. Am Nordhang des Tales der Weißen Göltzsch, unterhalb der Rißfälle, 1,2 km südöstlich Grünbach                                                                                           | Westerzgebirge, Vogtländisches Schiefergebirge Aufschluss, zwei einzelne Felsen Grauwackenquarzit des Tremadoc / Ordovizium (Schönecker Schichten der Weißelstergruppe) | FND          |
| Restlöcher westlich Siebenhitz/Schönau                                              |                | 1211      | Falkenstein/Vogtl., Trieb b. Plauen Ca. 200 m westlich Siebenhitz, unmittelbar nördlich der Waldstraße nach Zobes                                                                                          | Vogtland, Vogtländisches Schiefergebirge Aufschluss Vermutlich ehemals mittelkörnige Granite abgebaut; jetzt stark vergrust, mittel- und grobkörnig; am westlichsten Ende Hornfels anstehend | unbekannt    |
| Steinbruch Zöphel (Steinbruch Trieb)                                                |                | 1231      | Falkenstein/Vogtl., Trieb/Vogtl. Auf einer Anhöhe, 600 m westlich der Straße Trieb-Schönau, 600 m südsüdwestlich Schönau                                                                                   | Vogtland, Vogtländisches Schiefergebirge Aufschluss, Steinbruch Weißlichgrauer bis schwachgelblicher Zweiglimmergranit | unbekannt    |
| Steinbruchrestloch nordwestlich Mausoleum                                           |                | 710       | Falkenstein/Vogtl., Unterlauterbach Ca. 200 m nordwestlich der ehemaligen Gruft (Familie Adler) am Sparkassenweg östlich Unterlauterbach; Restloch 700 m nordöstlich Unterlauterbach (?)                   | Vogtland, Vogtländisches Schiefergebirge Aufschluss Mittelkörniger Zweiglimmergranit, vereinzelt Feldspat-Einsprenglinge, waagerechte Lagerklüfte im Dezimeter-Abstand |              |
| Steinbruchrestloch nordöstlich der ehemaligen Gerichtslinde                         |                | 711       | Falkenstein/Vogtl., Unterlauterbach Ca. 100 m nordöstlich der ehemaligen Gerichtslinde; ca. 300 m nordwestlich Mausoleum östlich Unterlauterbach; 750 m nordöstlich Lauterbach (?)                         | Vogtland, Vogtländisches Schiefergebirge Aufschluss Mittelkörniger Zweiglimmergranit; stark vergrust; im Südostteil Engkluftzone |              |
| Wendelstein                                                                         |                | 2         | Grünbach 400 m westlich der Straße Grünbach-Falkenstein, 500 m nördlich Grünbach | Vogtland, Vogtländisches Schiefergebirge Aufschluss, Felsen Grauwackenquarzit des Tremadoc / Ordovizium (Schönecker Schichten der Weißelstergruppe) | FND          |
| Rehhübel                                                                            |                | 4         | Grünbach Im Wald ca. 2 km südlich Grünbach, 800 m südwestlich der Straße Grünbach-Muldenberg | Westerzgebirge, Vogtländisches Schiefergebirge Aufschluss, einzelner Felsen Über 1 km hintereinander liegende, nord-süd-streichende Felsriffe (Affensteinzug); südlichster ist der Rehhübel; auch "Hoher-Stein-Quarzit" genannt; große Faltenmulde erkennbar | FND          |
| Rinnelstein                                                                         |                | 1         | Grünbach Am Musikantensteig, 1,5 km südsüdwestlich vom südlichen Ortsausgang Grünbach | Lausitz-Riesengebirgsscholle Aufschluss, einzelner Felsen Grauwackenquarzit des Tremadoc / Ordovizium (Schönecker Schichten der Weißelstergruppe) |              |
| Saubachbruch                                                                        |                | 254       | Grünbach Am Floßgrabenweg, östlich der Straße Muldenberg-Kingenthal, 2 km südöstlich Muldental, 1 km östlich Talsperre Muldenberg                                                                          | Westerzgebirge, Vogtländisches Schiefergebirge Aufschluss, aufgelassener Steinbruch Topasierter Quarzporphyrgang (Oberkarbon) | FND          |
| Kleiner Affenstein                                                                  |                | 3         | Grünbach Ca. 100 m westlich der Straße Grünbach-Muldenberg, ca. 700 m südlich Grünbach | Westerzgebirge, Vogtländisches Schiefergebirge Aufschluss, einzelner Felsen Grauwackenquarzit des Tremadoc / Ordovizium (Schönecker Schichten der Weißelstergruppe) | FND          |
| Bastei                                                                              |                | 6         | Grünbach Am westlichen Göltzschtalhang, 650 m östlich Grünbach | Vogtland, Vogtländisches Schiefergebirge Aufschluss, einzelner Felsen Grauwackenquarzit des Tremadoc / Ordovizium (Schönecker Schichten der Weißelstergruppe) | FND          |
| Hirschenstein                                                                       |                | 252       | Klingenthal Nördlich des ehemaligen Anlaufturmes der Aschbergschanze, 300 m nordnordwestlich vom nördlichen Ortsausgang Sachsenburg                                                                        | Westerzgebirge, Vogtländisches Schiefergebirge Aufschluss, Felsgruppe Ganggranit und Kontaktgestein des Eibenstocker Granites | FND          |
| Felsen am Goldberg (Wettinstein bei Brunndöbra)                                     |                | 253       | Klingenthal Zwischen Brunndöbrabach und Tannenbach, am Südhang des Goldberges, 700 m nordnordwestlich vom nördlichen Ortsausgang Brunndöbra                                                                | Westerzgebirge, Vogtländisches Schiefergebirge Aufschluss, einzelner Felsen Chlorit- und Hornblendegesteine aus dem Kontakt des Eibenstocker Granites | NSG          |
| Sandsteinbruch Waldkirchen                                                          |                | 690       | Lengenfeld Unmittelbar westlich der B 94, nördlich der GVV Lengenfeld, 2 km nordwestlich der Ortsmitte Lengefeld                                                                                           | Vogtland, Erzgebirge Aufschluss Porphyrische / pegmatitische Ausbildungen | FND          |
| Säulendiabas Limbach (Alter Diabasbruch)                                            |                | 266       | Limbach, Limbach b. Reichenbach/Vogtl. Nord- und Nordwest-Wand im Diabasbruch Limbach; ca. 400 m westlich vom südlichen Ortsausgang Limbach, ca. 500 m nördlich vom Steinbruch ‘Staatliches Hartsteinwerk’ | Vogtland, Vogtländisches Schiefergebirge Aufschluss, aufgelassener Steinbruch Säulig abgesonderter Diabas (Oberdevon) | ND           |
| Steinbruch Limbach                                                                  |                | 1182      | Limbach, Limbach b. Reichenbach/Vogtl. Ca. 500 m westlich vom südlichen Ortsausgang Limbach | Vogtland, Vogtländisches Schiefergebirge Aufschluss, Steinbruch Bemerkenswert ist, dass die Diabase hier vielfach von überaus reichlich auftretenden Tuffen und Tuffbreccien des Mittel- und Oberdevons begleitet werden | unbekannt    |
| Nord-Böschung am Hedwigsruhweg                                                      |                | 687       | Markneukirchen, Erlbach Ca. 500 m nordöstlich vom Vorderen Floßteich (Skiwanderweg), 2,3 km nordöstlich Erlbach                                                                                            | Westerzgebirge, Vogtländisches Schiefergebirge Aufschluss, Weganschnitt Profil aus stengelig zerfallenden Phylliten und Quarzphylliten mit einzelnen massigen Quarziten | LSG          |
| Bruch Landesgemeinde                                                                |                | 251       | Markneukirchen, Erlbach Ca. 3,2 km nordöstlich Erlbach | Westerzgebirge, Vogtländisches Schiefergebirge Aufschluss, aufgelassener Steinbruch | ND           |
| Basaltbruch Erlbach                                                                 |                | 250       | Markneukirchen, Erlbach Am Osthang des Hinteren Langebachtals, ca. 500 m östlich vom Hinteren Floßteich, 3,7 km südwestlich der Ortsmitte Klingenthal                                                      | Westerzgebirge, Vogtländisches Schiefergebirge Aufschluss, aufgelassener Steinbruch Kontakt ordovizischer Phyllite (Phycoden-Gruppe) mit Melilithbasalt ( Tertiär) | ND           |
| Ehemaliger Steinbruch bei Erlbach                                                   |                | 688       | Markneukirchen, Erlbach Ca. 800 m südöstlich vom "Hohen Brand"; 1 km nordnostöstlich vom Vorderen Floßteich; 3 km nordöstlich Erlbach                                                                      | Westerzgebirge, Vogtländisches Schiefergebirge Aufschluss, auflässiger Steinbruch Metamorphe Kiesel-/Alaunschiefer | LSG          |
| Basaltvorkommen bei Erlbach                                                         |                | 689       | Markneukirchen, Erlbach Ca. 1200 m südöstlich vom "Hohen Brand" am Hallerweg. 2,9 km nordöstlich von Erlbach                                                                                               | Westerzgebirge, Vogtländisches Schiefergebirge Aufschluss Nephelin-Melilithbasalt, olivinreich | unbekannt    |
| Steinbruch Schönlind (Steinbruch am Kaffeehügel)                                    |                | 260       | Markneukirchen, Schönlind b. Klingenthal 200 m östlich der Straße nach Markneukirchen, hinter den letzten Häusern "Am Kaffeehügel", unmittelbar nördlich Schönlind                                         | Vogtland, Vogtländisches Schiefergebirge Aufschluss, aufgelassener Steinbruch Gunzener Quarzit - unteres Ordovizium (Gunzener Schichten - Weißelster-Gruppe) |              |
| Restloch 279                                                                        |                | 1220      | Mühlental 500 m nördlich von Zaulsdorf am Waldrand | Vogtland, Vogtländisches Schiefergebirge Aufschluss Die Sohle vom Restloch ist wassergefüllt, Höhe der Steilwand ca. 20 m | unbekannt    |
| Ehemaliger Quarzitbruch Saalig                                                      |                | 222       | Mühlental, Saalig 1,2 km vom südwestlich Ortsausgang Saalig, 1,6 km nordöstlich Leubetha | Vogtland, Vogtländisches Schiefergebirge Aufschluss, aufgelassener Steinbruch |              |
| Steinpöhl                                                                           |                | 695       | Mühlental, Tirschendorf 1 km nordöstlich Tirschendorf; Westrand vom Steinpöhl | Vogtland, Vogtländisches Schiefergebirge Aufschluss "Proterobas" bzw. Trachybasalt; Lesesteine und unauffällige Felsklippen | unbekannt    |
| Quarzit am Pfaffenstein                                                             |                |           | Mühlental, Tirschendorf | Der Pfaffenstein entstand durch maritime Sedimente im Ordovizium (Tremadoc) vor 477 bis 485 Millionen Jahren; die Schelfsedimente wurden während der variszischen Gebirgsbildung zu Beginn des Karbons in Schiefer umgewandelt und gehen auf verunreinigte Quarzsandsteine zurück; der Pfaffenstein ist dem Typus Hoher–Stein–Quarzit (Vysoký kámen) zuzuordnen | unbekannt    |
| Butterbächel                                                                        |                | 693       | Muldenhammer Ca. 2 km ostsüdöstlich Sachsengrund, direkt am Ggoßen Pyraweg | Westerzgebirge, Erzgebirge Aufschluss Jaspis-Blöcke führender Bach im Eibenstocker Granit | NSG          |
| Schneckenstein (Topasfelsen)                                                        | weitere Bilder | 259       | Muldenhammer, Tannenbergsthal/Vogtl. 250 m östlich der Schneckensteinsiedlung an der Straße, ca. 1,3 km nördlich des Goldberges                                                                            | Westerzgebirge, Vogtländisches Schiefergebirge Aufschluss, Felsen Der Schneckenstein im Vogtländischen Schiefergebirge ist aus einer vulkanischen Explosionsröhre entstanden; namensgebend ist die auffällige Morphologie; das ca. 24 m hohe Felsgebilde wurde vor allem wegen seiner Topasführung berühmt                                                      | ND           |
| Gottesberger Pinge (Pinge Geyerin, Dreikönigspinge, Waschbleipinge)                 |                | 258       | Muldenhammer, Tannenbergsthal/Vogtl. 500 m westlich Gottesberg, 300 m südlich Hahnewald | Westerzgebirge, Erzgebirge Geohistorisches Objekt, Pingenzug | ND           |
| Porphyroidaufschluß Netzschkau (Fabrikgelände an Göltzschtalbrücke)                 |                | 264       | Netzschkau Am Osthang der Göltzsch, im Gelände NEMA Netzschkau, 200 m westlich der Bahnlinie Plauen-Reichenbach                                                                                            | Vogtland, Vogtländisches Schiefergebirge Aufschluss, aufgelassener Steinbruch Vermutlich devonisches Granitporphyrvorkommen in unterordovizischen Tonschiefern (Phycoden-Gruppe / Tremadoc bis Arenig) | ND           |
| Steinbruch Neuensalz                                                                |                | 1233      | Neuensalz 250 m nordwestlich der Straße Plauen-Reichenbach, etwa 500 m westlich der Autobahnstrecke Plauen-Dresden, 200 m nördlich Neuensalz                                                               | Vogtland, Vogtländisches Schiefergebirge Aufschluss, Steinbruch Der Diabas ist mineralogisch hauptsächlich aus Augit, Plagioklas, Illmenit, Chlorit, Biotit und Apatit zusammengesetzt; im Gestein sind 2 - 3mm große Augite und 5 mm große Feldspatleisten zu beobachten                                                                                       | unbekannt    |
| Restloch 676                                                                        |                | 1225      | Neuensalz Ca. 120 m nördlich vom Abzweig der Straße nach Zobes von der B 169 direkt an der Straße | Vogtland, Vogtländisches Schiefergebirge Aufschluss Sohle durch Hangrutsch teilweise gefüllt, stark bewachsen | unbekannt    |
| Pflanzenbruch Neumark                                                               |                | 263       | Neumark An der B 173, 500 m östlich Neumark | Vogtland, Vogtländisches Schiefergebirge Aufschluss, aufgelassener Steinbruch Ehemaliger Diabasbruch (Diabasvulkanismus); über den Diabasen 2 bis 3 m mächtige, gelbliche bis grünlichgraue Tonschieferlagen; Pflanzenfunde (stark geplättet) | ND           |
| Restloch 318                                                                        |                | 1221      | Neustadt/Vogtl. 300 m nordwestlich der Staumauer von der Talsperre Werda im Wald | Vogtland, Vogtländisches Schiefergebirge Aufschluss Die Steilwände sind zum Teil bewachsen, auf der Sohle sind Grillplatz und Ruheplätze eingerichtet; der anstehende Kontaktschiefer wurde zum Talsperrenbau gewonnen und verarbeitet | unbekannt    |
| Griffelschiefer (Hangaufschluß) Oberhermsgrün                                       |                | 212       | Oelsnitz/Vogtl., Hermsgrün 100 m nördlich vom westlichen Ortsausgang Oberhermsgrün | Vogtland, Vogtländisches Schiefergebirge Aufschluss, aufgelassener Steinbruch |              |
| Ehemaliger Kalkbruch Bahnwärterhaus Magwitz                                         |                | 215       | Oelsnitz/Vogtl., Magwitz Am Bahnwärterhaus der alten Bahnlinie Plauen, am nördlichen Elsterhang. 500 m nordwestlich Magwitz                                                                                | Vogtland, Vogtländisches Schiefergebirge Aufschluss, aufgelassener Kalkbruch Oberdevonische Grauwacken (mit Fossilien), Diabastuffe und Flaserkalke des unteren Oberdevon; gneisführende Kieselschieferkonglomerate des Unterkarbon; starke tektonische Beanspruchung des Gebietes (mehrere unterkarbonische und devonische Schuppen)                           |              |
| Magwitz, Schieferaufschluss am ehemaligen Bahnwärterhäuschen                        |                | 717       | Oelsnitz/Vogtl., Magwitz Nahe dem Fußweg und unterhalb des Kalkbruches (Geotop 215), 500 m nordwestlich Magwitz                                                                                            | Vogtland, Vogtländisches Schiefergebirge Aufschluss Fossilführende tuffitische Tonschiefer der Planschwitzer Schichten im Liegenden des Knollenkalkes | ND           |
| Granitkonglomerat von Oelsnitz-Raschau                                              |                | 217       | Oelsnitz/Vogtl. Böschung gegenüber Bahnwärterhaus der ehemaligen Bahnlinie Oelsnitz-Falkenstein | Vogtland, Vogtländisches Schiefergebirge Aufschluss, steile Böschung Grauwacke mit Granitgeröllen - tiefstes Oberdevon |              |
| Keratophyrtuff und Diabase bei Schloß Voigtsberg (Schloßfelsen Voigtsberg)          |                | 216       | Oelsnitz/Vogtl. Südlicher Steilhang des Schloßfelsens im Bereich Voigtsberg | Vogtland, Vogtländisches Schiefergebirge Aufschluss, südexponierter Steilhang Polymikte Konglomerate und Quarzkeratophyr auf Diabastuffen bzw. Diabasen des Oberdevon | NSG          |
| Kieselschiefer Engelspöhl                                                           |                | 213       | Oelsnitz/Vogtl. Unmittelbar südlich der Straße Oelsnitz-Raasdorf, 1,2 km östlich Oelsnitz | Vogtland, Vogtländisches Schiefergebirge Aufschluss, mehrere aufgelassene Steinbbrüche Kiesel- und Alaunschiefer, unteres Llandovery / Silur; Schichtgrenze Ordovizium - Silur |              |
| Felsklippen bei Taltitz                                                             |                | 692       | Oelsnitz/Vogtl. An der Straße nach Oelsnitz vor der Autobahnunterführung, 200 m südlich Taltitz | Vogtland, Vogtländisches Schiefergebirge Aufschluss Assoziation oberdevonischer bis unterkarbonischer Gesteine (Vulkanite, Kalke, Brekzien) | unbekannt    |
| Granitkonglomerat Raschau                                                           |                | 1206      | Oelsnitz/Vogtl. Böschung gegenüber Bahnwärterhaus der ehemaligen Bahnlinie Oelsnitz-Falkenstein (?) | Vogtland, Vogtländisches Schiefergebirge Grauwacke mit Granitgeröllen - tiefstes Oberdevon | unbekannt    |
| Hangaufschluß Unterhermsgrün                                                        |                | 682       | Oelsnitz/Vogtl. Ca. 500 m nördlich Unterhermsgrün am Talhang | Vogtland, Vogtländisches Schiefergebirge Aufschluss Fossilführende Griffelschiefer, Ordovizium / Arenig | unbekannt    |
| Ehemaliger Tagebau "Ludwig-Vereingt-Feld"                                           |                | 221       | Oelsnitz/Vogtl., Schönbrunn 1 km nordwestlich Schönbrunn, westlich der Straße Schönbrunn-Planschwitz, Betriebsgelände                                                                                      | Vogtland, Vogtländisches Schiefergebirge Aufschluss Vererzungszyklus im Zusammenhang mit tektonoschen Bewegungen; Gangmineralisation der Schönbrunner Spalte; mehrere Abscheidungsphasen; umfangreiche Fluoritkonzentrationen; in Oxidationszone Limonit und Kupferminerale beachtlicher Größe                                                                  |              |
| Katzenstein                                                                         |                | 1213      | Pausa-Mühltroff | | unbekannt    |
| Diabas und Kalkstein in Plauen                                                      |                |           | Pausa-Mühltroff | Einer der wichtigsten Aufschlüsse des vogtländischen Devons; in ihm ist mustergültig der Übergang der Eruptiv-Formation in die kalkreiche Fazis des Oberdevon aufgeschlossen; so leitet hier innerhalb des Adorf das Frasne in das Famenne über, im Hangenden finden sich unter ca. 1 bis 2 pleistozänen Gehängelehm Kiffkalke des Cheiloceras (IIa)            | unbekannt    |
| Diabassäulen-Bruch am Tannenhof (Kneiselpöhl)                                       |                | 273       | Plauen, Kauschwitz 300 m nördlich vom Tannenhof, 100 m östlich der B 92, 1,3 km nordöstlich Kauschwitz | Vogtland, Vogtländisches Schiefergebirge Aufschluss, aufgelassener Steinbruch Säulenartige Absonderung oberdevonischer Diabase | ND           |
| Felswand Sportplatz Rhänisberg                                                      |                | 595       | Plauen In Nordwestecke des Sportplatzes am Rhänisberg (?) | Vogtland, Vogtländisches Schiefergebirge Aufschluss Diabaskonglomerate und -brekzien des Oberdevons | unbekannt    |
| Bärenstein                                                                          |                | 709       | Plauen 400 m südöstlich vom Stadtteich, 200 m westlich der B 92 | Vogtland, Vogtländisches Schiefergebirge Aufschluss | unbekannt    |
| Kalkbruch am Elsterwehr (Steinbruchwand Uferstraße)                                 |                | 279       | Plauen Im Betriebsgelände der ehem. VOWETEX Plauen, am Nordwesthang des Elstertals | Vogtland, Vogtländisches Schiefergebirge Aufschluss, mehrere aufgelassene Steinbrüche Auflagerung oberdevonischer Korallenkalke und Diabastuffe auf Diabas; Fossilfunde; darüber Kalksteine des Famenne mit Goniatiten und Mikrofossilien; im Hangenden pleistozäne Sedimente mit Säugetierresten                                                               | ND           |
| Bruch an der Hammerbrauerei                                                         |                | 278       | Plauen Südlich der Hofer Straße, ca. 150 m östlich der Bahnunterführung | Vogtland, Vogtländisches Schiefergebirge Aufschluss, aufgelassener Steinbruch Quarzitschiefer (Phycodes-Serie), bunte Tonschiefer gefaltet (Tremadoc / Ordovizium) | unbekannt    |
| Restloch 158 südöstlich der Ferbigmühle                                             |                | 1216      | Plauen Ca. 100 m östlich der Ferbigsmühle im Wald | Vogtland, Vogtländisches Schiefergebirge Aufschluss Geologie noch gut erkennbar (Tonschiefer) | unbekannt    |
| Restloch 174 unterhalb des Kemmlers                                                 |                | 1217      | Plauen Südöstlich vom Kinderheim Kemmler im Wald | Vogtland, Vogtländisches Schiefergebirge Aufschluss Restloch noch relativ gut erhalten, Geologie gut erkennbar (Diabas), an der Nordseite werden Müll und Gartenabfälle verkippt, teilweise kugliger Verwitterungsformen des Diabas | unbekannt    |
| Diabasbruch Plauen-Reinsdorf                                                        |                | 277       | Plauen An der B 92, Ortsausgang Plauen in Richtung Oelsnitz. 150 m südlich Reinsdorf | Vogtland, Vogtländisches Schiefergebirge Aufschluss, aufgelassener Steinbruch 2 Diabasergüsse, getrennt durch Tufflage erkennbar; kissenartige Polster (Pillowlava) von seltener Schönheit, Durchmesser 1 - 1,5 m; Kern feinkörniger Diabas, nach außen konzentrisch Diabasmandelstein (Kalkspat, Quarz); Außensaum Chloritmande                                | unbekannt    |
| Dobenaufelsen                                                                       |                | 527       | Plauen Im Stadtpark / Syratal, 150 m südlich vom Teich | Vogtland, Vogtländisches Schiefergebirge Aufschluss Diabase | unbekannt    |
| Diabasrosen Straßberg                                                               |                | 686       | Plauen Ca. 500 m nordwestlich des Ortszentrums am Südhang des Warthübels | Vogtland, Vogtländisches Schiefergebirge Aufschluss Schalig verwitterte Diabase des Oberdevon | ND           |
| Rentzschmühle                                                                       |                | 1234      | Pöhl, Görschnitz 750 m nordöstlich vom Bahnhof Rentzschmühle, an der Bahnlinie Greiz-Plauen, am linken Talhang der Weißen Elster; Länge mehr als 300 m                                                     | Vogtland, Vogtländisches Schiefergebirge Aufschluss, Steinbruch Drei verschiedene Tuffvarietäten des Diabases aufgeschlossen, zwei Varianten Lapilli-/Bombentuff und eine Diabasbrekzie | unbekannt    |
| Staatliches Hartsteinwerk (Alter Staatsbruch oder Steinbruch Herlasgrün)            |                | 1235      | Pöhl, Herlasgrün Ca. 1 km nördlich von Herlasgrün, westlich der Verbindungsstraße Fichtenhäuser-Reimersgrün                                                                                                | Vogtland, Vogtländisches Schiefergebirge Aufschluss, Steinbruch Im Westen und Norden des Bruchgebietes kommen kleinkörnige Diabase mit deutlich ophitischer Struktur vor; im Süden und Osten Diabasmandelsteine und sogenannte Wulstdiabase | unbekannt    |
| Ockerkalkfalte Neudörfel                                                            |                | 268       | Pöhl, Jocketa in der Bungalowsiedlung Neudörfel, östlich der ehemaligen Straße Neudörfel. 1,5 km östlich Jocketa, nördlich der Talsperre Pöhl                                                              | Vogtland, Vogtländisches Schiefergebirge Aufschluss Kleines gefaltetes Ockerkalkvorkommen - Ludlow bis Prídolí / Silur | ND           |
| Ehemaliger Steinbruch Möschwitz                                                     |                | 694       | Pöhl, Möschwitz Ca. 700 m nordnostöstlich Möschwitz | Vogtland, Vogtländisches Schiefergebirge Aufschluss, Steinbruch Diabas | unbekannt    |
| Schöpferstein                                                                       |                | 269       | Pöhl Ca. 500 m westlich der ehemaligenGaststätte "Gansmühle", am Südwesthang der Talsperre | Vogtland, Vogtländisches Schiefergebirge Aufschluss, Felsenklippe Diabasbrekzie / Oberdevon | ND           |
| Ehemaliger Steinbruch am Rohrholz                                                   |                | 684       | Pöhl Nördlich der Straße Möschwitz-Neudörfel, 300 m östlich Alt-Jocketa | Vogtland, Vogtländisches Schiefergebirge Aufschluss, Steinbruch Oberdevonische Diabase | FND          |
| Ockerkalkbruch an der Turnhalle                                                     |                | 267       | Pöhl Östlich der Straße Möschwitz-Talsperre Pöhl, an "Dolly`s Cafe", 600 m nördlich Möschwitz | Vogtland, Vogtländisches Schiefergebirge Aufschluss, aufgelassener Steinbruch Verfaltete, silurische Schiefer und Kalke; mehrere Diabaslagergänge; im Ostteil steil gelagert; anschauliches Bild der Kleintektonik von Sätteln, Fossilfunde | ND           |
| Bücherfelsen unterhalb der Ruine Liebau                                             |                | 270       | Pöhl, Ruppertsgrün b. Plauen Unterhalb der Burgruine, am nordöstlichen Hang des Elstertals, 200 m südwestlich Liebau                                                                                       | Vogtland, Vogtländisches Schiefergebirge Aufschluss, Felsenklippe Steilstehende Tentakulitenkalke (Siegen / Ems - Unterdevon); stark flasrig und mehrfach verschuppt, Mächtigkeit ca. 10 m; durch Diabasintrusion kontaktmetamorph umgewandelt | ND           |
| Ehemaliger Steinbruch Mylau (Weinleithe)                                            |                | 691       | Reichenbach im Vogtland, Mylau Unmittelbar nördlich Mylau, ca. 300 m westlich Obermylau | Vogtland, Vogtländisches Schiefergebirge Aufschluss, Steinbruch Kontakt Diabas/Schiefer;im West- und Zentralteil des Bruches stehen oberdevonische Vulkanite an (u. a. Diabase); an zwei Stellen ist der unmittelbare Kontakt aufgeschlossen | unbekannt    |
| Paläopikrit Cunsdorf                                                                |                | 685       | Reichenbach im Vogtland Am Ostrand von Cunsdorf, Grundstück Jahn | Vogtland, Vogtländisches Schiefergebirge Aufschluss Paläopikritvorkommen (Oberdevon) | unbekannt    |
| Ehemaliger Steinbruch bei Rotschau                                                  |                | 718       | Reichenbach im Vogtland Zwischen Rotschau und Mühlwand, unmittelbar nördlich Mühlwand | Vogtland, Vogtländisches Schiefergebirge Aufschluss, Steinbruch Griffelschiefer (?) | unbekannt    |
| Griffelschieferbruch Rotschau                                                       |                | 265       | Reichenbach im Vogtland, Rotschau Östlich der Straße Mühlwand-Rotschau, 200 m nördlich Alaunwerk. 1,2 km südlich Rotschau                                                                                  | Vogtland, Vogtländisches Schiefergebirge Aufschluss, aufgelassener Steinbruch Griffelschiefer (Gräfenthaler Serie / Arenig - Llanvirn), Hauptquarzit (Llandeilo / Ordovizium) | ND           |
| Hauptquarzit Rotschau                                                               |                | 261       | Reichenbach im Vogtland, Rotschau An der Straße Rotschau-Mühlwand, ca. 100 m südöstlich der ehemaligen Spinnerei; 1,8 km südöstlich Mylau                                                                  | Vogtland, Vogtländisches Schiefergebirge Aufschluss, aufgelassener Steinbruch Hauptquarzit-Folge des Ordoviziums; Wechsellagerung von sericitischen Sandsteinen und graugrünen Schiefern; Vorkommen liegt im Kern einer Mulde; im nördlichen Teil liegende Falte aufgeschlossen                                                                                 | ND           |
| Alaunschieferbruch Mühlwand                                                         |                | 262       | Reichenbach im Vogtland, Rotschau An der Straße Mühlwand-Reichenbach, ca. 300 m nordöstlich ehemaligen Alaunwerk. 1,2 km südlich Rotschau                                                                  | Vogtland, Vogtländisches Schiefergebirge Aufschluss, aufgelassener Steinbruch Alaun- und Kieselschiefer (Llandovery bis unteres Wenlock-Silur) | ND           |
| Steinbruch nördlich Fröbersgrün                                                     |                | 1210      | Rosenbach/Vogtl., Syrau Ca. 300 m nördlich Fröbersgrün am Ostrand der Straße nach Elsterberg | Vogtland, Vogtländisches Schiefergebirge Aufschluss Vorwiegend Grauwackenbänke (ca. 5 m mächtig); im Hangenden und Liegenden Tonschiefer vorherrschend | unbekannt    |
| Drachenhöhle Syrau                                                                  |                | 271       | Rosenbach/Vogtl., Syrau Am Ostrand von Syrau, zwischen Bahnhof und B 282 | Vogtland, Vogtländisches Schiefergebirge Höhle, Höhle Größte Karsthöhle Sachsens; Auslaugung im oberdevonischen Flaserkalk, starke tektonische Zerklüftung; Kalksinter und allochthone Lehmbildungen; unterirdische Seen; Stalaktiten und Stalakmiten; über Tage 15 m mächtiger Flaserkalk                                                                      | ND           |
| Alter Söll                                                                          | weitere Bilder | 256       | Schöneck/Vogtl. Im Stadtzentrum von Schöneck, ca. 100 m südlich des Rathauses | Westerzgebirge, Vogtländisches Schiefergebirge Aufschluss, einzelner Felsen Grauwackenquarzit des Tremadoc / Ordovizium (Schönecker Schichten der Weißelstergruppe) | FND          |
| Königstein                                                                          |                | 257       | Schöneck/Vogtl. Am südwestlichen Stadtrand, ca. 50 m westlich der Straße nach Saalig | Westerzgebirge, Vogtländisches Schiefergebirge Aufschluss, einzelner Felsen Grauwackenquarzit des Tremadoc / Ordovizium (Schönecker Schichten der Weißelstergruppe) | ND           |
| Gerbetstein (Gerbethstein)                                                          |                | 255       | Schöneck/Vogtl. Ca. 300 m südlich der Straße Schilbach-Schöneck, 1 km südöstlich Schillbach, 800 m südwestlich Schöneck                                                                                    | Westerzgebirge, Vogtländisches Schiefergebirge Aufschluss, einzelner Felsen Grauwackenquarzit des Tremadoc / Ordovizium (Schönecker Schichten der Weißelstergruppe) | FND          |
| Felsklippen an der Hohen Reuth                                                      |                | 1226      | Theuma Ca. 360 m nördlich der "Hohen Reuth" mitten im Wald auf der Flur Theuma | Vogtland, Vogtländisches Schiefergebirge Aufschluss Felsgruppe mit großen einzelnen Blöcken, ca. 200 m südwestlich befindet sich das Restloch 415, hier wurde Granitgrus abgebaut | unbekannt    |
| Kontaktschiefer von Theuma (Theumaer Plattenbrüche)                                 |                | 1047      | Theuma 2 km südöstlich der Ortsmitte Theuma; südlich der ehem. Bahnlinie Plauen-Falkenstein, westlich der Verbindungsstraße Theuma-Lottengrün, 1 km nordwestlich Lottengrün                                | Vogtland, Vogtländisches Schiefergebirge Aufschluss, Steinbruch Der Fruchtschiefer der Theumaer Plattenbrüche gehört zum Schiefermantel des Bergener Granits | unbekannt    |
| Alter Steinbruch bei Tirpersdorf (Steinbruch Leksa)                                 |                | 225       | Tirpersdorf Nordöstlich von Tirpersdorf, unmittelbar 200 nördlich der Verbindungsstraße Tirpersdorf-Pillmannsgrün, etwa 750 m nordöstlich der Kirche Tirpersdorf                                           | Vogtland, Vogtländisches Schiefergebirge Aufschluss, aufgelassener Steinbruch Das im Steinbruch abgebaute Gestein bildet, wie auch das Gestein bei Theuma, die äußere Zone vom Kontakthof des Bergener Granits |              |
| Graptolithenschiefer im Steinbruch am Steinpöhl (Kieselschieferbrüche Altmannsgrün) |                | 214       | Tirpersdorf Am Jägerhaus, westlich der Straße Oelsnitz-Theuma; 1,8 km nordöstlich Untermarksgrün; 1 km südlich Juchhöh                                                                                     | Vogtland, Vogtländisches Schiefergebirge Aufschluss, aufgelassener Steinbruch Kiesel- und Alaunschiefer des Silur (Unteres Llandovery), Fossilfundpunkt |              |
| Restloch 412                                                                        |                | 1222      | Tirpersdorf 800 m nordöstlich von Droßdorf an der Straße von Lottengrün nach Schloditz | Vogtland, Vogtländisches Schiefergebirge Aufschluss Restloch gut erhalten, Sohle mit Wasser gefüllt | unbekannt    |
| Seidels-Loch am Südrand von Schreiersgrün                                           |                | 680       | Treuen, Schreiersgrün Am Ostrand von Schreiersgrün, zwischen Schreiersgrün und Kuxenberghäusern | Vogtland, Vogtländisches Schiefergebirge Aufschluss Lateral und vertikal augenscheinlich sehr homogener Granit; keine auffälligen Varietäts-Änderungen, Gänge etc.; geringmächtige Lockergesteinsdecke (max. 1 - 2 m) |              |
| Steinbruchrestloch westlich Schreiersgrün                                           |                | 678       | Treuen, Schreiersgrün Ca. 500 m nordwestlich Ortslage Schreiersgrün, unmittelbar südlich der Straße Treuen-Schreiersgrün; 300 m nördlich Schreiersgrün                                                     | Vogtland, Vogtländisches Schiefergebirge Aufschluss, Steinbruchrestloch Hornfels, meist kompakt; gefaltet; mit Quarzit |              |
| Steinbruchrestloch Nr. 3 bei "Ehrhards Löcher"                                      |                | 676       | Treuen, Schreiersgrün im Gelände der "Ehrhards Löcher", 1,5 km westlich vom nördlichen Ortsausgang Reumtengrün                                                                                             | Vogtland, Vogtländisches Schiefergebirge Aufschluss, Steinbruchrestloch Mittelkörniger Zweiglimmergranit; an Nordostböschung Quarzgang ca. 70° ostnordöstlich fallend |              |
| Ehrhardts Loch am Südrand von Schreiersgrün                                         |                | 679       | Treuen, Schreiersgrün Am Südostrand von Schreiersgrün, östlich "Kuxenberghäuser" | Vogtland, Vogtländisches Schiefergebirge Aufschluss, Steinbruchrestloch Lateral und vertikal augenscheinlich sehr homogener Granit; keine auffälligen Varietäts-Änderungen, Gänge etc.; geringmächtige Lockergesteinsdecke (max. 1 - 2 m) | ND           |
| Steinbruchrestloch Nr. 2 bei "Ehrhards Löcher"                                      |                | 675       | Treuen, Schreiersgrün Im Gelände der "Ehrhards Löcher", 1 km südwestlich vom westlichen Ortsausgang Rebesgrün                                                                                              | Vogtland, Vogtländisches Schiefergebirge Aufschluss, Steinbruchrestloch Mittelkörniger Zweiglimmergranit; an Nordost-Böschung Quarzgang ca. 70-80° südwestlich fallend |              |
| Steinbruchrestloch Nr. 1 bei "Ehrhards Löcher"                                      |                | 674       | Treuen, Schreiersgrün Im Gelände der "Ehrhards Löcher", 1 km westlich vom nördlichen Ortsausgang Reumtengrün                                                                                               | Vogtland, Vogtländisches Schiefergebirge Aufschluss, Steinbruchrestloch |              |
| Steinbruchrestloch Johannhöhe                                                       |                | 677       | Treuen Ca. 100 m nordwestlich des Johannberg-Gipfels, 1,2 km westlich Schreiersgrün | Vogtland, Vogtländisches Schiefergebirge Aufschluss, Steinbruchrestloch Kontaktgesteine (Hornfelse) |              |
| Steinbruchrestloch am Bächel                                                        |                | 714       | Treuen, Unterlauterbach Ca. 500 m nördlich Straße Altmannsgrün-Schreiersgrün am Westrand des Bächel, 1,3 km nordnostöstlich Unterlauterbach                                                                | Vogtland, Vogtländisches Schiefergebirge Aufschluss, Steinbruch Mittelkörniger Zweiglimmergranit; stark vergrust; vereinzelt Mini-Turmalinsonnen |              |
| Steinbruchrestloch 2 nördlich Straße Altmannsgrün-Schreiersgrün                     |                | 713       | Treuen, Unterlauterbach Ca. 200 m nördlich Straße Altmannsgrün-Schreiersgrün westlich des Bächel. 1,3 km nordnostöstlich Unterlauterbach                                                                   | Vogtland, Vogtländisches Schiefergebirge Aufschluss Mittelkörniger Zweiglimmergranit; Klüftung (Entfestigungsklüfte) gut erkennbar |              |
| Steinbruchrestloch 1 nördlich Straße Altmannsgrün-Schreiersgrün                     |                | 712       | Treuen, Unterlauterbach Ca. 100 m nördlich Straße Altmannsgrün-Schreiersgrün westlich des Bächel, 1,2 km östlich Altmannsgrün                                                                              | Vogtland, Vogtländisches Schiefergebirge Aufschluss Mittelkörniger Zweiglimmergranit; Klüftung (Entfestigungsklüfte) gut erkennbar |              |
| Mineralquelle Neumühle                                                              | weitere Bilder | 276       | Weischlitz, Burgstein im Hof hinter der ehemaligen Gaststätte "Neumühle", 20 m westlich der Kemnitz | Vogtland, Vogtländisches Schiefergebirge Quelle, artesische Quellschüttung, Mineralquellen Artesische Quellschüttung aus Tiefbohrlöchern der SDAG Wismut (700 m Tiefe), Mineralwasser Typ "Bad Elster", zur Zeit kein Wasseraustritt | ND           |
| Felsböschung Feilebachtal                                                           |                | 696       | Weischlitz, Dröda Ca. 600 m nördlich Dröda am Ostrand der Straße nach Pirk | Vogtland, Vogtländisches Schiefergebirge Aufschluss Pillowlaven mit interner Differentiation | unbekannt    |
| Kalkaufschluß am Nordwesthang Koßberg                                               |                | 272       | Weischlitz, Kürbitz 300 m östlich Kürbitz | Vogtland, Vogtländisches Schiefergebirge Aufschluss, Steilhang Oolithische und bankige Kalke (Vise / Unterkarbon), fossilführend | ND           |
| Pflanzenfundort auf dem Koßberg                                                     |                | 274       | Weischlitz, Kürbitz Auf dem Gipfel des Koßberges, 750 m östlich Kürbitz | Vogtland, Vogtländisches Schiefergebirge Aufschluss, Gipfelfelsen mit Steinbruch Grauwackenschiefer mit Konglomerateinlagerungen, Pflanzenabdrücke (Vise / Unterkarbon) | ND           |
| Konglomeratbruch auf dem Koßberg                                                    |                | 275       | Weischlitz, Kürbitz Im westlich Gipfelbereich, ca. 200 m östlich Kürbitz | Vogtland, Vogtländisches Schiefergebirge Aufschluss, aufgelassener Steinbruch Ca. 10 m mächtige Konglomerate mit Grauwackenbindemittel; lagern Diabas auf; fossilführende Schichten mit wertvollem Pflanzenmaterial als Schlüselstellung in der stratigrafischen Gliederung des vogtländischen Unterkarbons; in der Nähe Kalkbrüche auch mit marinen Fossilien  | ND           |
| Elsterhang bei Pirk                                                                 |                | 445       | Weischlitz Ca. 250 m östlich vom Bahnhof Pirk; 700 m südlich Rosenberg, 200 m nordöstlich Türbel | Vogtland, Vogtländisches Schiefergebirge Aufschluss, Steilhang Diabaskonglomerate und -brekzien des Oberdevons | ND           |
| Restloch 664                                                                        |                | 1224      | Werda Zwischen dem Geigenbach und der Straße Werda-Bergen, von der Versorgungsstraße zur Sperrmauer gut zu erreichen                                                                                       | Vogtland, Vogtländisches Schiefergebirge Aufschluss Restloch liegt am Hang im Wald, bewachsen, Geologie gut erkennbar | unbekannt    |
| Restloch 445                                                                        |                | 1223      | Werda In Pittmannsgrün ca. 300 m nördlich der Straße Werda-Tirpersdorf im Wald | Vogtland, Vogtländisches Schiefergebirge Aufschluss Sohle ist mit Wasser gefüllt, dadurch kein Zugang zur hohen Steilwand | unbekannt    |